# Xaviera Ramrattansing
Xaviera Ramrattansing (1994) is een Surinaams zangeres. Ze heeft gezongen voor onder meer de Gyr Gospelband, South South West en Showtime.

## Biografie
Ramrattansing werd in 1994 geboren. Ze is op vroege leeftijd begonnen met zingen in het kerkkoor en volgde muziekles op de Nationale Volksmuziekschool in keyboard en bandcoaching, en focuste zich daarna volledig op zang.
Ze had een tijd begeleiding van Henry Ceder. Ze zong in een koor en vertolkte daarin onder meer  zijn lied Jesus is love. Ook zong ze in de band van de Nationale Volksmuziekschool die geleid werd door Ivor Mitchell. In 2013 werd ze derde tijdens de scholencompetitie Got Talent.
Zij werd zangeres van de Gyr Gospelband en vervolgens van een rapgroep en bands als Surijamz, South South West, Xtenzz en Dancemachine. Sinds begin jaren 2020 is ze aangesloten bij de muziekformatie Showtime.